# Kecamatan Tenjo
Kecamatan Tenjo är ett distrikt i Indonesien.   Det ligger i provinsen Jawa Barat, i den västra delen av landet, 50 km väster om huvudstaden Jakarta.